# Hermann von dem Borne
Hermann Gotthelf Kreuzwendedich von dem Borne (* 19. September 1850 in Haynau; † 17. Oktober 1923 in Rudolstadt) war ein preußischer Generalleutnant.

## Leben

### Herkunft
Er entstammte dem märkischen Adelsgeschlecht von dem Borne und war der Sohn des preußischen Majors Albert von dem Borne (1804–1883) und dessen zweiter Ehefrau Mathilde, geborene von Waldow (1815–1867). Sein jüngerer Bruder war der spätere General der Infanterie Kurt von dem Borne.

### Militärkarriere
Aus dem Kadettenkorps kommend trat Borne am 7. April 1868 als Sekondeleutnant in das 5. Brandenburgische Infanterie-Regiment Nr. 48 der Preußischen Armee ein. Mit diesem Regiment nahm er 1870/71 am Krieg gegen Frankreich teil und wurde mit dem Eisernen Kreuz II. Klasse ausgezeichnet. Im Februar 1875 folgte seine Beförderung zum Premierleutnant sowie im März 1883 zum Hauptmann. Als solcher wurde er in das 3. Posensche Infanterie-Regiment Nr. 58 versetzt und kam am 22. August 1891 als Major in das 2. Garde-Regiment zu Fuß. Vom 25. März 1893 bis 28. April 1896 fungierte Borne als Kommandeur des I. Bataillons des Infanterie-Regiments „Prinz Louis Ferdinand von Preußen“ (2. Magdeburgisches) Nr. 27 in Halberstadt. Anschließend ernannt man ihn zum Direktor der Kriegsschule Glogau und in dieser Stellung wurde er am 17. Juni 1897 Oberstleutnant. Am 29. März 1900 kehrte Borne in den Truppendienst zurück und wurde unter gleichzeitiger Beförderung zum Oberst zum Kommandeur des Infanterie-Regiments „Prinz Moritz von Anhalt-Dessau“ (5. Pommersches) Nr. 42 ernannt. Von diesem Posten am 17. April 1903 entbunden, wurde er Generalmajor und Kommandeur der 1. Infanterie-Brigade in Königsberg. In dieser Eigenschaft erhielt Borne anlässlich des Ordensfestes im Januar 1905 den Roten Adlerordens II. Klasse mit Eichenlaub sowie im Januar 1907 den Stern zum Kronenorden II. Klasse und am 22. März 1907 den Charakter als Generalleutnant. Am 14. April 1907 erfolgte seine Versetzung zu den Offizieren von der Armee und kurz darauf wurde Borne in Genehmigung seines Abschiedsgesuches am 2. Mai 1907 mit der gesetzlichen Pension zur Disposition gestellt.

### Familie
Borne heiratete am 4. Juni 1881 in Küstrin Martha von Linstow (1856–1934), eine Tochter des Generalleutnants Adolf von Linstow. Aus der Ehe gingen fünf Kinder hervor. Der älteste Sohn Fritz fiel zu Beginn des Ersten Weltkriegs als Kompanieführer im Großherzoglich Mecklenburgischen Grenadier-Regiment Nr. 89 bei Bertrix. Der zweitälteste Sohn fiel im gleichen Jahr als Kompanieführer im Infanterie-Regiment „Prinz Louis Ferdinand von Preußen“ (2. Magdeburgisches) Nr. 27 bei der Erstürmung von Lüttich. Der dritte Sohn Arndt fiel 1915 vor Soissons.